# Jekaterinburg-Koltsovo Internationale Lufthavn
Jekaterinburg-Koltsovo Internationale Lufthavn (russisk: Кольцово, Международный аэропорт Екатеринбурга, tr. Koltsovo, Mezjdunarodnyj aeroport Jekaterinburga) (IATA: SVX, ICAO: USSS) er den internationale lufthavn i Jekaterinburg, Rusland, der ligger 16 km sydøst for byen.
Som den største lufthavn i Sverdlovsk oblast betjener Koltsovo også de nærliggende byer Aramil, Sysert og Polevskoj. Lufthavnen betjente 4.247.541.(2015) Lufthavnen er et knudepunkt for Ural Airlines, RusLine og Aviacon Zitotrans. På grund af lufthavnens beliggenhed centralt i Rusland er Jekaterinburg lufthavn medtaget på Ruslands føderale luftfartsagenturs (Rosaviatsias) liste over "prioriterede lufthavne".